# Jumper (песня Hardwell и W&W)
«Jumper» — песня голландских диджеев Hardwell и W&W.

## Предыстория
Hardwell выпустил песню на Ultra Music Festival в Майами.

## Список композиций
| №  | Название | Длительность |
| -- | -------- | ------------ |
| 1. | «Jumper» | 5:12         |

## Чарты
| Чарт (2013)                                      | Высшая позиция |
| ------------------------------------------------ | -------------- |
| Франция (SNEP)                                   | 141            |
| Dance/Electronic Digital Songs Sales (Billboard) | 50             |